# Новосмаильское сельское поселение
Новосмаильское сельское поселение — муниципальное образование в составе Малмыжского района Кировской области России.
Центр — село Новая Смаиль.

## История
Новосмаильское сельское поселение образовано 1 января 2006 года согласно Закону Кировской области от 07.12.2004 № 284-ЗО.

## Население
| 2010  | 2012  | 2013  | 2014  | 2015  | 2016  | 2017  |
| ----- | ----- | ----- | ----- | ----- | ----- | ----- |
| 1323  | ↘1286 | ↘1277 | ↘1228 | ↘1197 | ↘1163 | ↘1162 |
| 2018  | 2019  | 2020  | 2021  |       |       |       |
| ↘1140 | ↘1134 | ↘1121 | ↘1021 |       |       |       |

## Состав сельского поселения
В состав сельского поселения входят 7 населённых пунктов
| № | Населённый пункт | Тип населённого пункта       | Население |
| - | ---------------- | ---------------------------- | --------- |
| 1 | Алдарово         | деревня                      | 103       |
| 2 | Каменный Ключ    | деревня                      | 95        |
| 3 | Новая Смаиль     | село, административный центр | 581       |
| 4 | Поречке Китяк    | деревня                      | 169       |
| 5 | Салкым-Чишма     | деревня                      | 184       |
| 6 | Удмурт Китяк     | деревня                      | 191       |
| 7 | Южный            | починок                      | 0         |